# 537
سنة 537 م (بالأرقام الرومانية: DXXXVII) كانت سنة بسيطة تبدأ يوم الخميس (الرابط يظهر نموذج الجدول الزمني الكامل للسنة) من التقويم اليولياني. بدأت تسمية السنة ب537 منذ العصور الوسطى المبكرة، عندما أصبح تقويم أنو دوميني هو الأسلوب السائد في أوروبا لتسمية السنوات.

## مواليد
- نتيلة بنت جناب
- سعيد بن العاص بن أمية

## وفيات
- سيلفريوس